# Стабулниекс, Улдис
Улдис Стабулниекс (латыш. Uldis Stabulnieks; 8 октября 1945, Рига, Латвийская ССР, СССР — 27 сентября 2012) — латвийский композитор, пианист и певец.

## Биография
Учился в музыкальной средней школе имени Эмиля Дарзиня. В 1972 году окончил класс хорового дирижирования Яниса Думиня в Латвийской государственной консерватории, с 1972 года до 1975 года продолжил учиться там же в классе композиции Валентина Уткина.

## Творческая деятельность
В 1965 году был призван на службу в Советскую армию и влился в солдатский ансамбль «Звайгзните» («Звёздочка»).
С 1969 по 1988 год трудился концертмейстером эстрадного оркестра Латвийского радио и телевидения.
В период с середины 1970-х до начала 1980-х годов композитор руководил ансамблем Латвийской филармонии, который позднее был переименован в ВИА «Тип-топ». В составе этого ансамбля на сцене блистали такие звезды латышской эстрады, как Маргарита Вилцане и Ояр Гринбергс. Композитор Улдис Стабулниекс является автором первого латвийского блюза, созданного им в 1972 году.
Улдис Стабулниекс известен прежде всего как автор эстрадных песен и джазовой музыки. Его деятельности в этих жанрах присущи серьезность замыслов, отбор высокохудожественной поэзии и её деликатная, лирически сосредоточенная подача.
Одна из самых популярных его песен — Tik un tā.

## Награды и звания
Лауреат международного конкурса джазовых композиций в Монте-Карло (1973)
В 1995 году удостоен Большой музыкальной награды Латвии.
18 ноября 2011 года, в день провозглашения независимости Латвийской Республики, в Гербовом зале Рижского замка Улдис Стабулниекс на торжественной церемонии был назначен офицером Креста Признания за заслуги перед латвийской культурой, яркий творческий вклад в латышскую музыку и развитие театральной музыки.
26 февраля 2013 года на церемонии награждения «Призы Латвийских музыкальных записей 2012 года» награждён Золотым микрофоном в номинации «Лучший альбом авторских песен» за альбом «Я люблю эту красивую жизнь»..

## Фильмография
«Дышите глубже» (латыш. Elpojiet dziļi!) — художественный фильм режиссёра Роланда Калныньша, 1967 год — эпизодическая роль.
Автор музыки к фильмам Рижской киностудии: «Чужие страсти» (1983), «В заросшую канаву легко падать» (1986) и «Этот странный лунный свет» (1987).

## Память
Похоронен в Риге на Лесном кладбище.